# Fernando Rodríguez Ortega
Fernando Rodríguez Ortega (Pilas, 11 de maig de 1987) és un futbolista andalús, que ocupa la posició de davanter.

## Trajectòria
Format al planter del Sevilla FC, hi disputaria amb el Sevilla Atlético 16 partits a Segona Divisió entre 2007 i 2009, en els quals marca dos gols. A la campanya 08/09, a més a més, hi debuta a la màxima categoria amb els sevillistes, tot i que la seua aparició és esporàdica.
L'estiu del 2009 fitxa pel Real Jaén.